# Alkmar von Alvensleben

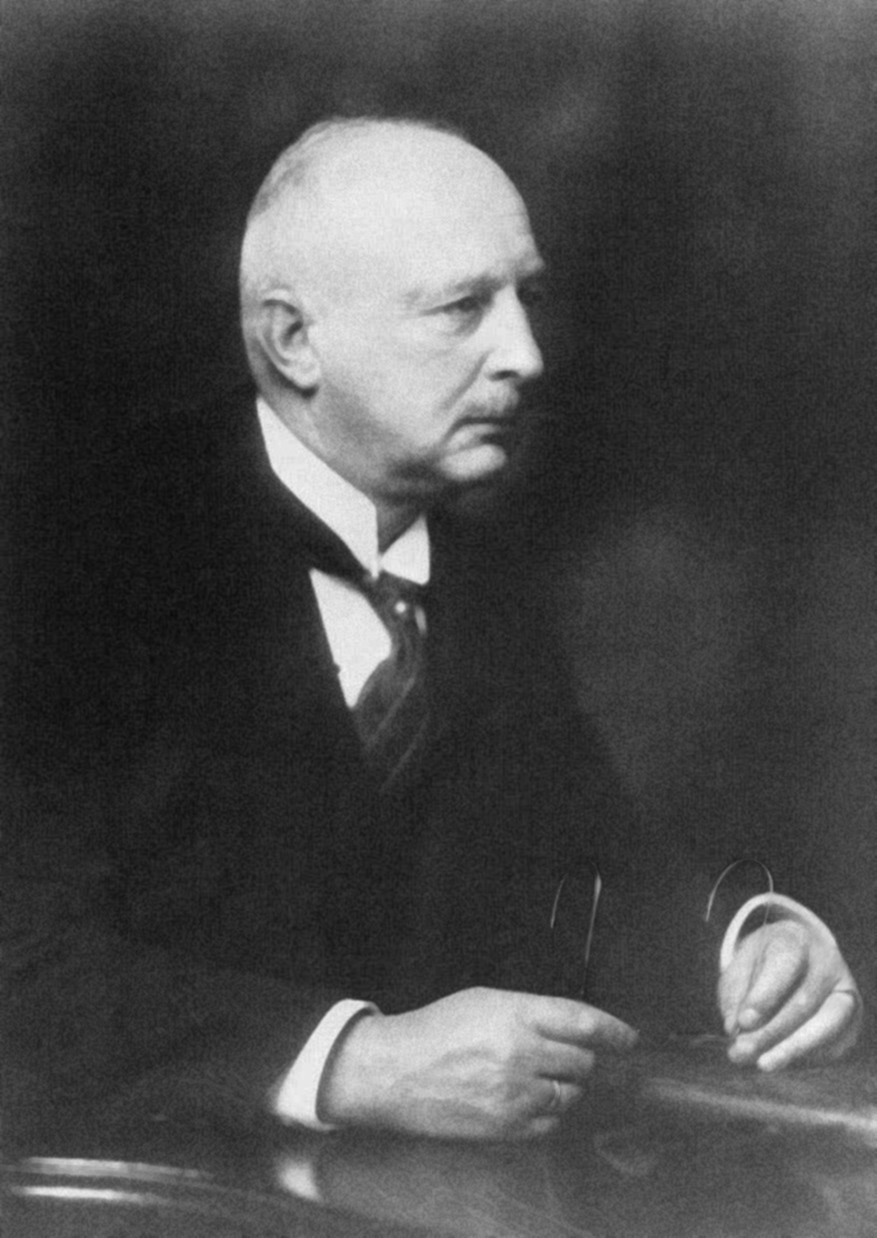
Alkmar von Alvensleben

Alkmar (III.) von Alvensleben (* 7. Oktober 1874 in Schollene; † 30. August 1946 in Wernigerode) war Obermedizinalrat und Direktor der Landesfrauenklinik in Magdeburg.

## Leben
Alkmar von Alvensleben entstammte der niederdeutschen Adelsfamilie von Alvensleben. Nach Besuch der Dorfschule in Schollene und der Gymnasien in Stendal und Wernigerode, wo er 1894 das Abitur ablegte, studierte er Rechtswissenschaft in Göttingen, München und Berlin. 1897 legte er das Referendarexamen ab und war von Januar bis April 1898 als Referendar in Gardelegen tätig.
Danach nahm er ein Studium der Medizin in Freiburg im Breisgau und Kiel auf. Im Juli 1902 bestand er das medizinische Staatsexamen und im März 1904 promovierte er zum Dr. med. in Freiburg.
Von 1902 bis 1904 war Alkmar von Alvensleben als Assistenzarzt am Städtischen Krankenhause in Konstanz und danach für sechs Wochen als Schiffsarzt des Norddeutschen Lloyds tätig. Von 1904 bis 1905 arbeitete er als Volontärarzt an der Universitäts-Frauenklinik der Charité in Berlin. Von 1905 bis 1909 wurde er als Assistenzarzt der Universitätsklinik in Kiel von den Professoren Werth und Pfannenstiel als Frauenarzt ausgebildet. Am 1. Juni 1909 wurde Alkmar von Alvensleben vom Provinzialausschuss der Provinz Sachsen durch den Landeshauptmann Freiherrn von Wilmowski mit der ärztlichen Leitung der Landesfrauenklinik in Magdeburg betraut. Während des Ersten Weltkrieges war er als landsturmpflichtiger Arzt in verschiedenen Hilfslazaretten Magdeburgs als ordinierender Chirurg neben seiner Tätigkeit als Direktor der Landesfrauenklinik beschäftigt.

## Leistung
Obwohl er sich schon von Kindheit an lebhaft zu den Naturwissenschaften hingezogen fühlte, stand dem Einschlagen einer entsprechenden Berufslaufbahn zunächst die Familientradition entgegen. Erst nach Abschluss seines juristischen Universitätsstudiums konnte er unter Billigung seines Vaters das medizinische Studium beginnen und damit nach der ihn nicht befriedigenden Beschäftigung mit der Rechtswissenschaft dem ihm entsprechenden Lebensberuf zustreben. Als Direktor der Landesfrauenklinik in Magdeburg fand er eine glückliche und reiche Gelegenheit zur Betätigung seiner Kunst, nicht nur als ärztlicher Berater und Operateur, sondern auch als geburtshilflicher Lehrer.

## Familie
Alkmar von Alvensleben war ein Sohn des Gutsbesitzers Udo III. von Alvensleben (1823–1910) und der Agnes von Pritzelwitz (1835–1911) und hatte noch zwölf Geschwister. Er heiratete Martha Leonhard (* 7. Februar 1885; † 29. März 1963), Witwe des am 17. September 1914 gefallenen Hauptmanns Alfred Nowack, Tochter des Fabrikbesitzers Max Leonhard und seiner Frau Margarethe, geb. Kauffmann, und hatte mit ihr drei Söhne.